# Воинское кладбище № 15 (Харклёва)
Воинское кладбище № 15 — Харклёва (пол. Cmentarz wojenny nr 15 - Harklowa) — воинское кладбище, находящееся в окрестностях села Харклёва, Ясленский повят, Подкарпатское воеводство. Кладбище входит в группу Западногалицийских воинских захоронений времён Первой мировой войны. На кладбище похоронены военнослужащие Австро-Венгерской, Германской и Российской армий, погибшие во время Первой мировой войны в мае 1915 года.

## История
Кладбище было построено Департаментом воинских захоронений К. и К. военной комендатуры в Кракове в 1915 году по проекту немецкого архитектора Иоганна Ягера. На кладбище площадью 745 квадратных метра находится 14 братских и 4 индивидуальных могила, в которых похоронены 6 австрийских, 60 германских и 175 русских солдат.
В 1990 году кладбище было отремонтировано. Сегодня находится в плохом состоянии.

## Описание
Кладбище обнесено металлическим и кирпичным ограждением, часть которого рассыпалась. На территории кладбища находится монументальная стена с резным крестом.
На кладбище также похоронены австрийский военнослужащий, расстрелянный за жесткое обращение с местными жителями и военнослужащий германского Вермахта, погибший во время Второй мировой войны.

## Источник
- Oktawian Duda: Cmentarze I wojny światowej w Galicji Zachodniej. Warszawa: Ośrodek Ochrony Zabytkowego Krajobrazu, 1995. ISBN 83-85548-33-5.
- Roman Frodyma: Galicyjskie cmentarze wojenne, tom I. Beskid niski i Pogórze. Warszawa — Pruszków: Oficyna Wydawnicza «Rewasz», 1995, s. 65. ISBN 83-85557-20-2.